# Canon EOS-1Ds Mark II

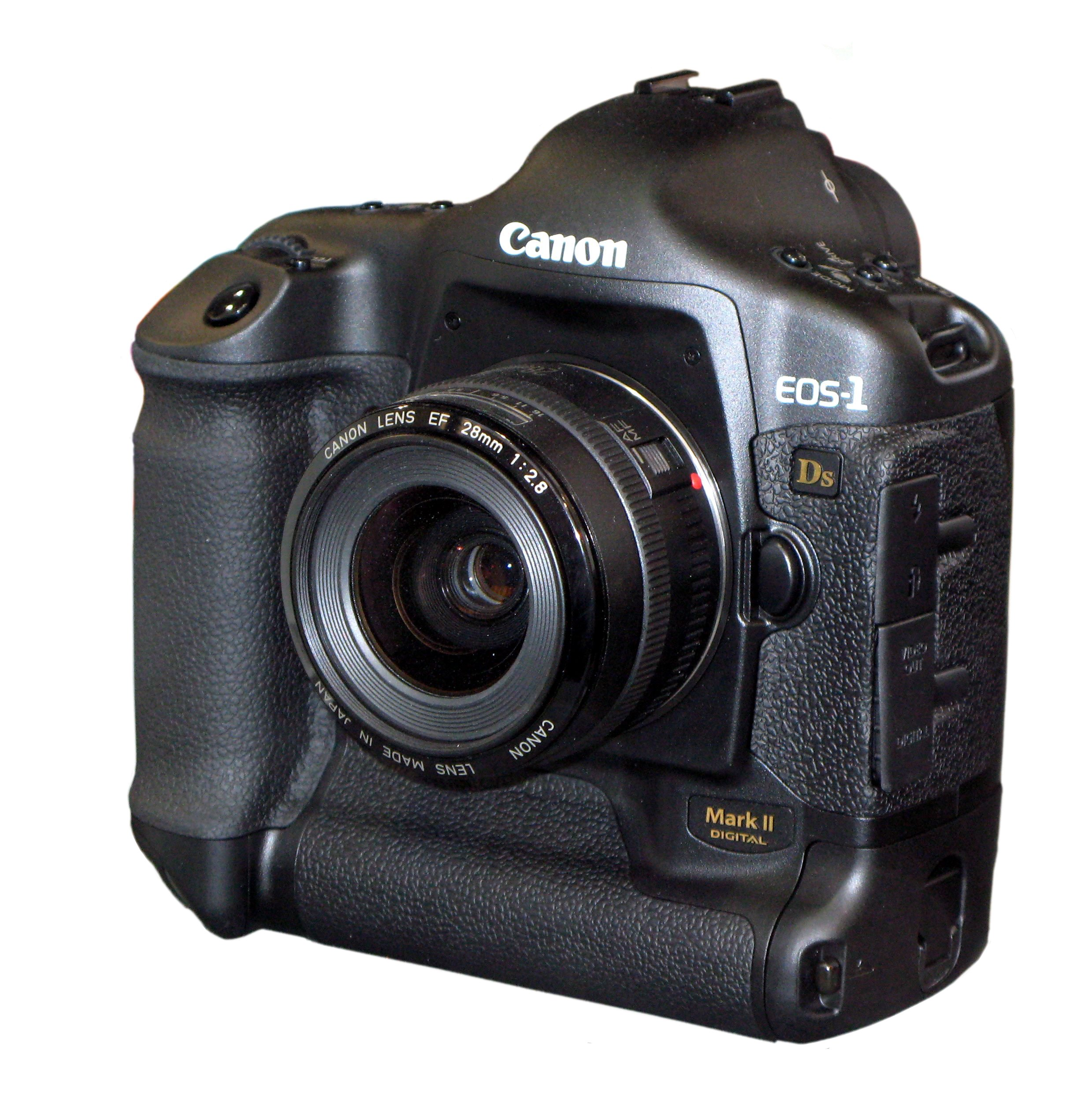
Canon EOS-1Ds Mark II z obiektywem
Canon EF 28 mm f/2.8

Canon EOS-1Ds Mark II – profesjonalna lustrzanka cyfrowa japońskiej firmy Canon z serii EOS. Jej premiera miała miejsce 21 sierpnia 2004 roku. Posiada pełnowymiarową matrycę CMOS o szerokości 36 mm i rozdzielczości 16,7 megapikseli. W wyposażeniu aparatu znajduje się 2-calowy ekran LCD. Jej poprzednikiem jest Canon EOS-1Ds, a następcą Canon EOS-1Ds Mark III.